# Svenska kyrkans ansvarsnämnd för biskopar
Svenska kyrkans ansvarsnämnd för biskopar är ett av Kyrkomötet inrättat organ för att pröva ärenden om behörighet för biskopar att utöva kyrkans vigningstjänst.

## Reglering
Nämndens verksamhet regleras i kyrkoordningen, där det i 14 kapitlet framgår hur nämnden ska vara sammansatt, dess valsätt, besluts- och röstningsregler samt den försäkran som nämndens ledamöter ska avlägga. Uppgiften är att pröva frågor om biskopars behörighet att utöva kyrkans vigningstjänst, vilket i huvudsak sker i samband med val av nya biskopar. Mera ovanligt prövar nämnden också om en vigda biskop ska förklaras obehörig att fortsätta i sitt ämbete, så kallad avkragning. Nämndens beslut kan inte överklagas.

## Sammansättning
Nämnden består av fyra ledamöter som kyrkomötet väljer. För dessa gäller följande krav:
- Ordföranden ska vara eller ha varit ordinarie domare i domstol
- En ledamot ska vara präst och ha teologie doktorsexamen
- En ledamot ska vara präst och varit ledamot i ett domkapitel eller har annan motsvarande erfarenhet
- En ledamot som är lekman och varit ledamot i ett domkapitel eller har annan motsvarande erfarenhet

För var och en av ledamöterna finns en personlig ersättare, som uppfyller samma kvalifikationskrav som gäller för respektive ledamot.

### Ledamöter
År 2022 bestod nämnden av följande ledamöter:
- Robert Schött, ordförande, lagman, Stockholm
- Ingemar Söderström, kyrkoherde, Örebro
- Thomas Stoor, domkyrkokaplan, Linköping
- Elisabeth Engberg, fil. dr., Skellefteå

### Sekreterare och föredragande
- Maria Wetterstrand Hagström, rådman, Uppsala

## Avkragningar
Att en biskop förklaras obehörig är ovanligt, och har hänt en gång sedan svenska staten skildes från Svenska kyrkan, nämligen år 2022 när biskopen i Visby stift Thomas Petersson avsattes.
Innan dess hände det 1954 i Helandermålet, där biskopen i Strängnäs stift Dick Helander avsattes efter en förtalsdom. Beslutet om avsättning av Helander upphävdes 1964, men han återinsattes ej som biskop då han under tiden uppnått pensionsålder.